# Adyen
Adyen er en hollandsk it-virksomhed, der udvikler og driver betalingsløsninger til e-handel, mobiltelefoni og point of sale. Adyen tilbyder erhvervsdrivende mulighed for at modtage elektronisk betaling via kreditkort, debitkort, kontooverførsel og straksoverførsel via netbank.
Adyen blev etableret i 2006 af professionelle, der tidligere havde arbejdet med betalingsløsninger. Flere nøglemedarbejdere havde tidligere haft job hos Bibit.